# Mostki (obwód lwowski)
Mostki – wieś na Ukrainie w rejonie lwowskim należącym do obwodu lwowskiego.
Znajduje się tu przystanek kolejowy Mostki, położony na linii Obroszyn – Sambor.

## Historia
W XIX w. zasiedlono tutaj kolonistów mennonickich.
Urodził się tu Zinowij (Zenon) Matła – ukraiński działacz nacjonalistyczny, członek OUN, publicysta.